# Ха'пі/Таурт – Вест-Гарбор
Ха'пі/Таурт – Вест-Гарбор – трубопровідна система для видачі продукції кількох газових родовищ, що виявлені у єгипетському секторі Середземного моря.
У 2000 році почалась розробка газового родовища Ха'пі, виявленого на ліцензійному блоці Рас-ель-Барр. Підготовку його продукції організували на береговому газопереробному заводі Вест-Гарбор, майданчик під який обрали західніше від Порт-Саїду на косі, яка відділяє від моря озеро Манзалла. При цьому платформу родовища Ха'пі сполучили із ГПЗ трубопроводом завдовжки 70 км з діаметром 750 мм.
В 2008-му стартував видобуток з родовища Таурт, що знаходиться на тому ж блоці дещо на схід від Ха'пі. У цьому випадку до ГПЗ Вест-Гарбор проклали трубопровід довжиною 68 км з діаметром 500 мм, причому на одній з ділянок траси облаштували перемичку між лініями від Ха'пі та Таурт.
У 2010 – 2011 роках в межах других етапів розвитку родовищ в лінію від Ха'пі врізали перемичку завдовжки 6 км з діаметром 500 мм від встановленого на новій ділянці родовища підводного маніфольду, тоді як на Таурт нові свердловини сполучили перемичкою завдовжки 2 км з діаметром 500 мм із маніфольдом першого етапу.
В 2016-му в межах третьої фази трубоукладальне судно «Seven Borealis» спорудило на Ха'пі і Таурт 8 км ліній в діаметрах 500 мм та 250 мм.
В подальшому створену інфраструктуру використали для видачі продукції нових родовищ. Так, у 2018-му ввели в дію родовище Атолл (ліцензійний блок Дамієтта-Північ), розташоване північніше від попередніх. До робіт знову залучили «Seven Borealis» і сполучили маніфольд Атолл (розташований на глибині біля 900 метрів) із Таурт трубопроводом завдовжки 40 км з діаметром 500 мм. Оскільки нове родовище почало видачу продукції із високим тиском, лінію Таурт – Вест-Гарбор призначили для роботи саме у цьому режимі. В той же час газ із виснажених покладів Таурт спрямували на Ха'пі за допомогою нової перемички завдовжки 7 км з діаметром 500 мм.
В 2020-му почалась розробка родовища Каттамея, яке відкрили на захід від Ха'пі (той же, що і для Атолл, блок Дамієтта-Північ). В цьому випадку від Каттамеї до маніфольду Ха'пі проклали трубопровід завдовжки 45 км з діаметром 350 мм.